# Alfred von Briesen
Pour les articles homonymes, voir von Briesen.
Alfred Arthur Konstantin von Briesen (né le 29 juillet 1849 à Berlin et mort le 12 novembre 1914 à Włocławek) est un général d'infanterie prussien pendant la Première Guerre mondiale.

## Biographie

### Origine
Il est issu de la famille noble von Briesen (de) et est le fils du lieutenant-général prussien Louis Arthur von Briesen (de) (1819-1896) et de sa femme Cäcilie Hulda, née von Wedel (de) (1823-1863).

### Carrière militaire
Après avoir été élevé dans la maison de ses parents et étudié dans le corps de cadets, Briesen s'engage le 13 juin 1866 comme drapeau portepee dans le 54e régiment d'infanterie de l'armée prussienne. Il est brièvement engagé dans la guerre contre l'Autriche et après le traité de paix le 6 septembre 1866, il est promu au rang de sous-lieutenant. À partir du 1er février 1870, il agit comme adjudant du 1er bataillon et participe à ce poste pendant la guerre contre la France en 1870/71 aux batailles de Gravelotte, ainsi qu'aux sièges de Metz et de Paris. Briesen reçoit la croix de fer de 2e classe pour la bataille de Vaux.
À partir de 1er octobre 1872, Briesen étudie à l'Académie de guerre pendant trois ans et devient entre-temps Premier lieutenant le 12 novembre 1874. Au cours de sa carrière militaire, il accède au grade de colonel et commande le 34e régiment de fusiliers à Stettin. du 22 mai 1899 au 21 mars 1903. Il est ensuite nommé commandant de la 71e brigade d'infanterie à Dantzig et peu de temps après promu major général. Le 2. Octobre 1906, Briesen est initialement chargé de diriger le 35e division d'infanterie à Graudenz, puis le 16 octobre 1906, il est nommé commandant de cette grande unité avec promotion au grade de lieutenant-général. En cette qualité, il est décoré de l'étoile de l'ordre de l'Aigle rouge de 2e classe avec feuilles de chêne et grand commandeur de l'ordre de François-Joseph. Le 5 mars 1910, Briesen est mis à disposition avec sa pension légale en approbation de sa demande de départ. Après son départ, il reçoit le 22 mars 1910 l'ordre de la Couronne de 1re classe en reconnaissance de ses longs services, ainsi que le 10 septembre 1910 le caractère de général d'infanterie.
Avec le déclenchement de la Première Guerre mondiale, Briesen est réutilisé et nommé commandant de la 49e division de réserve. Il est mort lors de la bataille de Łódź le 12 novembre 1914 près de Włocławek en Pologne russe.

### Famille
Il se marie le 11 avril 1882 avec Olga von Kleist (1847–1938). Elle est la veuve d'Otto Adalbert von Schwerdtner-Pomeiske (de) (1844-1880). Son fils Kurt (1886-1941) est également général d'infanterie et meurt au combat sur le front de l'Est pendant la Seconde Guerre mondiale.

## Publications
- Das Garnison-Kriegsspiel auf kriegsgeschichtlicher Grundlage. Voss Verlag, 1913.